# Mercedes-Benz O-371
O Mercedes-Benz O-371 é um ônibus que foi construído no Brasil pela Mercedes-Benz entre 1987 e 1994 fabricados em Campinas. Foi o substituto do antigo chassi Mercedes-Benz O-303 na América do Sul e foi amplamente utilizado na América do Sul e também em países como o México ou a Costa Rica. O O371, foi um ônibus monobloco, integralmente construído pela Mercedes-Benz mas também teve um chassi dele derivado que foi encarroçado por outras companhias, como como a Marcopolo, CAIO, Comil, Ciferal e Busscar.
Sua versão urbana foi considerada muito moderna à época, seja em termos de design ou técnicos, sendo dotada de equipamentos que ainda são opcionais nos dias de hoje ou que, simplesmente, deixaram de ser usados, além de prover um nível de conforto acabamento muito melhores que os usuais à época de sua produção. 
Este modelo segue o mesmo projeto do antecessor O 370  e também de seu sucessor, o O 400. Com isso formavam uma espécie de trilogia.

## Ônibus rodoviários
- O 371R: foi comercializado entre meados de 1980 e início de 1990. Apresentava um Mercedes-Benz OM-355/5A a 230 hp. Tem suspensão de mola.
- O 371RS: foi comercializado entre os anos 80 e início dos anos 90 como O 370RS. Ele apresentava um motor aspirado por turbocompressor Mercedes-Benz OM355/6A com potência de 291 cv. A caixa de engrenagens acoplada ao motor era a ZF S6-90 e possui suspensão pneumática. O chassi O 371RS foi utilizado na produção do modelo O 371RS, pela Mercedes-Benz do Brasil  como ônibus integral e por outras companhias encarraçadoras como a Busscar (Nielson) e Marcopolo.
- O 371RSL: foi comercializado entre 1992 e início de 1994. Ele apresentava um motor Turbo-Intercooler OM-447LA da Mercedes-Benz com saída de 354 cv e 360 cv. Este foi um motor experimental e substituiu a série OM-355 e foi usado em todos os modelos O 371 e na próxima geração de ônibus Mercedes-Benz O 400 até 2000, ano em que o motor eletrônico OM-457 LA foi introduzido. A caixa de câmbio era a ZF S6-1550. O chassi O 371RSL era similar ao chassi O 371RS, mas seu comprimento era de 13,20 metros.
- O 371RSD: foi comercializado entre meados de 1980 e início de 1990. Apresentava um motor turbo pós-resfriado Mercedes-Benz OM 355/6LA com uma potência de 326 cv. Depois de 1994 foi impulsionado por um OM 447 LA de 354cv e 360cv. A caixa de velocidades foi a mesma do O 371RS, também depois de 1994 usou a mesma caixa de velocidades que foi usada no O 371RSL. A diferença é o eixo traseiro, porque o eixo que move o veículo fica atrás do eixo auxiliar, oposto à versão européia do ônibus.

## Ônibus urbanos

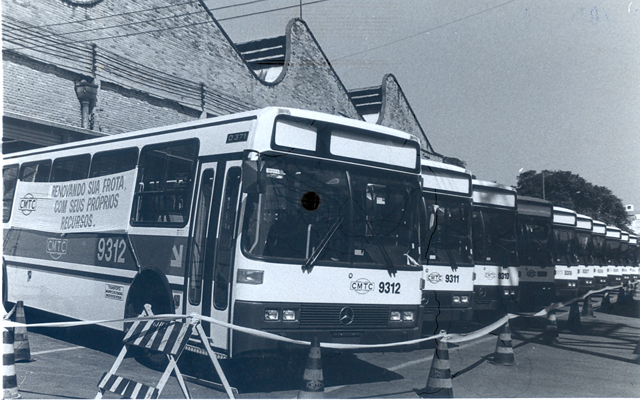
Entrega de ônibus urbanos MB-O 371 para a Companhia Municipal de Transportes Coletivos.

- O 371U: era um ônibus de onze metros de comprimento monobloco para uso urbano dotado do motor OM-366 de 136 cavalos com suspensão metálica, tendo sido produzido de 1987 a 1994. Em seu último ano de produção, ele apresentava a máscara dianteira da família O 400, algo que aconteceu com todos os modelos O 371[3].
- O 371UL: foi um ônibus integral para uso urbano, mais longo que o O 371U, com doze metros com suspensão metálica, motor OM-366 LA de 184, 204 ou 210 cv e opção para duas ou três portas[3]. Muitas unidades desse modelo podem ser encontradas em uso na região de Belo Horizonte, Brasil, entre 1994 e 2006.
- O 371UP: foi o modelo Urbano Padron 355/5A de 9 litros e 5 cilindros de 187 cv com opção turbo a 238 cv, recomendado para o uso em cidades com sistemas de transporte integrados. Tinha opção de duas ou três portas e era dotado de suspensão ar. Era dotado de eixo traseiro com redução no cubos das rodas, embora os primeiros modelos tivesse cubo simples e apenas a opção de motor de aspiração natural[3]. De longe, a cidade brasileira que viu a maioria das unidades de ônibus e plataformas integradas da O 371UP em operação foi Curitiba.